# Talia Sommer
Talia Sommer (hebräisch טליה זומר; * 19. Februar 2004) ist eine israelische Fußballspielerin.

## Leben und Karriere
Sommer zog im Alter von sechs Jahren von den USA nach Israel. Sie besuchte Herzliya Hebrew Gymnasium. Danach studierte sie an der Butler University. Seit 2022 steht sie bei Butler Bulldogs unter Vertrag und absolvierte bisher 36 Einsätze. Unter anderem spielt Sommer seit 2021 in der Israelischen Fußballnationalmannschaft der Frauen als Mittelfeldspieler. Bisher absolvierte sie 23 Länderspiele.